# Culicoides fuscus
Culicoides fuscus är en tvåvingeart som beskrevs av Maurice Emile Marie Goetghebuer 1952. Culicoides fuscus ingår i släktet Culicoides och familjen svidknott.
Artens utbredningsområde är Belgien. Inga underarter finns listade i Catalogue of Life.